# Grand Prix Velké Británie 1976
Grand Prix Velké Británie 1976 (oficiálně John Player Grand Prix) se jela na okruhu Brands Hatch v Kentu ve Velké Británii dne 18. července 1976. Závod byl devátým v pořadí v sezóně 1976 šampionátu Formule 1.

## Závod
| Poř.   | No. | Jezdec             | Konstruktér        | Počet kol | Čas/Odstoupení       | Pořadí na startu | Body |
| ------ | --- | ------------------ | ------------------ | --------- | -------------------- | ---------------- | ---- |
| 1      | 1   | Niki Lauda         | Ferrari            | 76        | 1:44:19.66           | 1                | 9    |
| 2      | 3   | Jody Scheckter     | Tyrrell-Ford       | 76        | + 16.18              | 8                | 6    |
| 3      | 28  | John Watson        | Penske-Ford        | 75        | + 1 kolo             | 11               | 4    |
| 4      | 16  | Tom Pryce          | Shadow-Ford        | 75        | + 1 kolo             | 20               | 3    |
| 5      | 19  | Alan Jones         | Surtees-Ford       | 75        | + 1 kolo             | 19               | 2    |
| 6      | 30  | Emerson Fittipaldi | Fittipaldi-Ford    | 74        | + 2 kola             | 21               | 1    |
| 7      | 24  | Harald Ertl        | Hesketh-Ford       | 73        | + 3 kola             | 23               |      |
| 8      | 8   | Carlos Pace        | Brabham-Alfa Romeo | 73        | + 3 kola             | 16               |      |
| 9      | 17  | Jean-Pierre Jarier | Shadow-Ford        | 70        | + 6 kol              | 24               |      |
| DSQ    | 11  | James Hunt         | McLaren-Ford       | 76        | Ilegální výměna vozu | 2                |      |
| Ret    | 6   | Gunnar Nilsson     | Lotus-Ford         | 67        | Motor                | 14               |      |
| Ret    | 10  | Ronnie Peterson    | March-Ford         | 60        | Palivový systém      | 7                |      |
| Ret    | 18  | Brett Lunger       | Surtees-Ford       | 55        | Převodovka           | 18               |      |
| Ret    | 4   | Patrick Depailler  | Tyrrell-Ford       | 47        | Motor                | 5                |      |
| Ret    | 7   | Carlos Reutemann   | Brabham-Alfa Romeo | 46        | Tlak oleje           | 15               |      |
| Ret    | 35  | Arturo Merzario    | March-Ford         | 39        | Motor                | 9                |      |
| DSQ    | 2   | Clay Regazzoni     | Ferrari            | 36        | Ilegální výměna vozu | 4                |      |
| DSQ    | 26  | Jacques Laffite    | Ligier-Matra       | 31        | Ilegální výměna vozu | 13               |      |
| Ret    | 32  | Bob Evans          | Brabham-Ford       | 24        | Převodovka           | 22               |      |
| Ret    | 9   | Vittorio Brambilla | March-Ford         | 22        | Nehoda               | 10               |      |
| Ret    | 38  | Henri Pescarolo    | Surtees-Ford       | 16        | Palivový systém      | 26               |      |
| Ret    | 22  | Chris Amon         | Ensign-Ford        | 8         | Únik vody            | 6                |      |
| Ret    | 5   | Mario Andretti     | Lotus-Ford         | 4         | Zapalování           | 3                |      |
| Ret    | 12  | Jochen Mass        | McLaren-Ford       | 1         | Spojka               | 12               |      |
| Ret    | 34  | Hans-Joachim Stuck | March-Ford         | 0         | Nehoda               | 17               |      |
| Ret    | 25  | Guy Edwards        | Hesketh-Ford       | 0         | Nehoda               | 25               |      |
| DNQ    | 20  | Jacky Ickx         | Wolf-Williams-Ford |           |                      |                  |      |
| DNQ    | 13  | Divina Galica      | Surtees-Ford       |           |                      |                  |      |
| DNQ    | 40  | Mike Wilds         | Shadow-Ford        |           |                      |                  |      |
| DNQ    | 33  | Lella Lombardi     | Brabham-Ford       |           |                      |                  |      |
| Zdroj: |     |                    |                    |           |                      |                  |      |

## Průběžné pořadí po závodě
Pohár jezdců
| Pořadí | Jezdec            | Body |
| ------ | ----------------- | ---- |
| 1      | Niki Lauda        | 58   |
| 2      | James Hunt        | 35   |
| 3      | Jody Scheckter    | 28   |
| 4      | Patrick Depailler | 26   |
| 5      | Clay Regazzoni    | 16   |
| Zdroj: |                   |      |

Pohár konstruktérů
| Pořadí | Konstruktér  | Body    |
| ------ | ------------ | ------- |
| 1      | Ferrari      | 61      |
| 2      | Tyrrell-Ford | 41      |
| 3      | McLaren-Ford | 40 (41) |
| 4      | Ligier-Matra | 10      |
| 5      | Penske-Ford  | 9       |
| Zdroj: |              |         |